# Saint-Gérand-le-Puy

Saint-Gérand-de-Vaux este o comună în departamentul Allier din centrul Franței. În 1 ianuarie 2022 avea o populație de 956 de locuitori.